# Lohnstorf

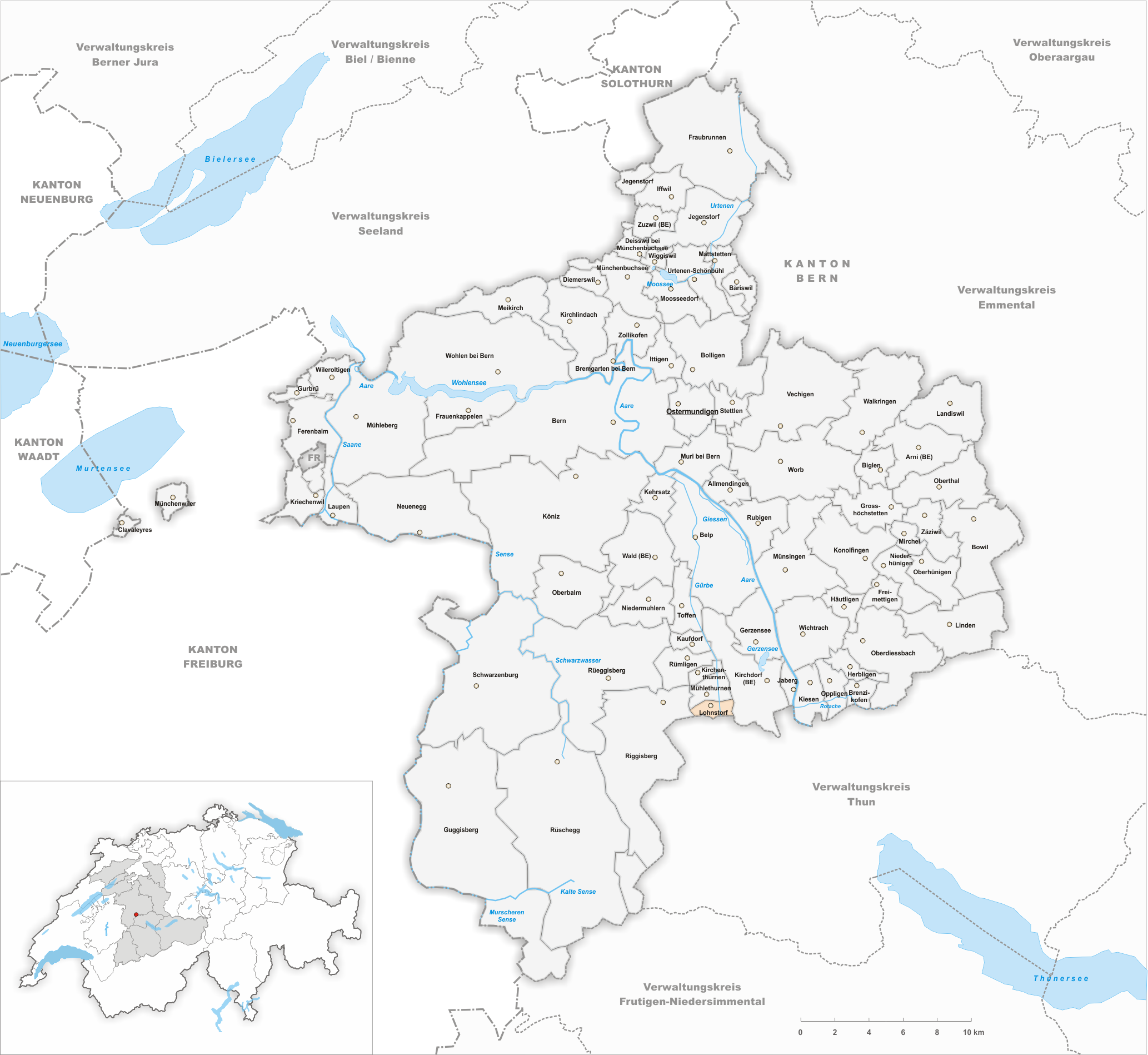
Gemeindestand vor der Fusion am 1. Januar 2020

Lohnstorf ist ein Ort in der politischen Gemeinde Thurnen im Verwaltungskreis Bern-Mittelland des Kantons Bern in der Schweiz. Bis zum 31. Dezember 2019 war Lohnstorf eine eigene politische Gemeinde. Am 1. Januar 2020 fusionierte diese mit den Gemeinden Kirchenthurnen und Mühlethurnen zur neuen Gemeinde Thurnen.

## Geographie
Lohnstorf liegt auf 570 m ü. M., 11 km nordwestlich der Stadt Thun (Luftlinie). Das Bauerndorf erstreckt sich am unteren Osthang des Längenberges, leicht erhöht rund 20 m über der Talebene der Gürbe.
Die Fläche des 1,8 km² grossen Gebiets der ehemaligen Gemeinde umfasst einen Abschnitt des mittleren Gürbetals. Der östliche Teil liegt in der landwirtschaftlich intensiv genutzten Ebene des Gürbetals (550 m ü. M.), welche hier etwa 1,5 km breit ist. Die östliche Abgrenzung verläuft entlang einem Feldweg ziemlich genau in der Mitte der Talebene, östlich der kanalisierten Gürbe. Nach Westen erstreckt sich der Ort über den relativ sanft ansteigenden Hang von Lohnstorf, wobei die südliche Grenze im Bereich des Vorsprungs von Schönegg liegt. Mit 780 m ü. M. wird am Osthang des Egghölzli der höchste Punkt von Lohnstorf erreicht. Von der Gemeindefläche entfielen 1997 7 % auf Siedlungen, 2 % auf Wald und Gehölze und 90 % auf Landwirtschaft; etwas mehr als 1 % war unproduktives Land.
Zu Lohnstorf gehören einige Einzelhöfe. Nachbargemeinden bzw. ‑orte von Lohnstorf sind Mühlethurnen, Kirchdorf (BE), Burgistein und Riggisberg.

## Bevölkerung
Mit 242 Einwohnern (Stand 31. Dezember 2019) gehörte Lohnstorf zu den kleinen Gemeinden des Kantons Bern. Von den Bewohnern waren im Jahr 2000 99,0 % deutschsprachig, und 1,0 % sprachen Französisch. Die Bevölkerungszahl von Lohnstorf belief sich 1850 auf 170 Einwohner, 1900 auf 189 Einwohner. Im Verlauf des 20. Jahrhunderts pendelte sie stets im Bereich zwischen 160 und 190 Personen.

## Politik
Die Stimmenanteile der Parteien anlässlich der Nationalratswahlen 2015 betrugen: SVP 49,0 %, SP 12,3 %, BDP 11,0 %, GPS 9,6 %, FDP 6,1 %, glp 3,7 %, EDU 3,2 %, PdA 1,7 %, ALP 1,1 %.

## Wirtschaft
Lohnstorf war bis in die zweite Hälfte des 20. Jahrhunderts ein vorwiegend durch die Landwirtschaft geprägtes Dorf. Noch heute haben der Ackerbau und der Gemüsebau (insbesondere Kohlpflanzungen) im Gürbetal sowie die Milchwirtschaft und die Viehzucht an den Hanglagen einen wichtigen Stellenwert in der Erwerbsstruktur der Bevölkerung. Weitere Arbeitsplätze sind im lokalen Kleingewerbe und im Dienstleistungssektor vorhanden, unter anderem in einem Malergeschäft und in einer Schreinerei. In den letzten Jahrzehnten hat sich das Dorf dank seiner attraktiven Lage auch zu einer Wohngemeinde entwickelt. Viele Erwerbstätige sind deshalb Wegpendler, die hauptsächlich in den grösseren Ortschaften der Umgebung, in der Agglomeration Bern oder im Raum Thun arbeiten.

## Verkehr
Lohnstorf ist verkehrstechnisch recht gut erschlossen. Es liegt an der Hauptstrasse von Bern durch das Gürbetal nach Thun. Lohnstorf besitzt selbst keine Anbindung an das Netz des öffentlichen Verkehrs. Leicht erreichbar ist jedoch der Bahnhof Thurnen an der Gürbetalbahn in Mühlethurnen.

## Geschichte
Das Gemeindegebiet von Lohnstorf war schon früh bewohnt, was anhand einiger Mauerreste einer römischen Siedlung im Brühl nachgewiesen werden konnte. Die erste urkundliche Erwähnung des Ortes erfolgte 1148 unter dem Namen Lonestorf. Später erschienen die Bezeichnungen Lonstorf (1330), Lonesdorf (1345) und Lonsdorf (1354). Der Ortsname geht auf den althochdeutschen Personennamen Lono zurück und bedeutet demnach Dorf des Lono.
Im Mittelalter gehörte Lohnstorf zunächst zum Klosterbesitz von Rüeggisberg, danach verschiedenen Bernburger Familien, bevor es 1343 an das Kloster Interlaken verkauft wurde. Die Oberhoheit über Lohnstorf gelangte 1388 an Bern. Seither war das Dorf dem Landgericht Seftigen unterstellt. Nach der Reformation kam 1528 auch die direkte Herrschaft vom Kloster an die Stadt Bern, welche Lohnstorf dem Gericht Thurnen (ab dem 18. Jahrhundert Vennergericht Mühlethurnen) zuteilte.
Nach dem Zusammenbruch des Ancien Régime (1798) gehörte Lohnstorf während der Helvetik zum Distrikt Seftigen und ab 1803 zum Oberamt Seftigen, das mit der neuen Kantonsverfassung von 1831 den Status eines Amtsbezirks erhielt. Seit Mitte des 19. Jahrhunderts wurde die Gürbe in mehreren Etappen korrigiert und das vorher fast alljährlich von Überschwemmungen heimgesuchte Tal weitgehend entwässert. Damit wurde im Lauf der Zeit wertvolles Kulturland gewonnen. Durch einen Grossbrand wurden in der Nacht auf den 10. November 1904 sieben Häuser schwer in Mitleidenschaft gezogen. Lohnstorf besitzt keine eigene Kirche, es gehört zur Pfarrei Kirchenthurnen.